# Thermochimica Acta
Thermochimica Acta (abrégé en Thermochim. Acta) est une revue scientifique à comité de lecture qui publie des articles concernant le domaine de la thermodynamique.
D'après le Journal Citation Reports, le facteur d'impact de ce journal était de 2,184 en 2014. Actuellement, les directeurs de publication  sont V. Rives (Université de Salamanque, Espagne), C. Schick (Université de Rostock, Allemagne) et S. Vyazovkin (Université d'Alabama à Birmingham,  États-Unis).